# Svans godsdistrikt
Svans godsdistrikt (Svansø godsdistrikt) blev oprettet i 1713 og dækkede over flere adelsgodser på den mellem Slien og Egernfjord beliggende halvø Svansø i Slesvig.

## Historie
Fra begyndelsen af 1600-tallet udviklede adelsgodserne i det sydøstlige Slesvig sig til selvstændige administrative enheder under hertugdømmernes fællesregering. De fleste godser fik også birkeret. De var dermed som selvstændig retskreds udskilt af både amter og herreder. I 1713 blev de sønderjyske adelsgodser administrativt inddelt i fire godsdistrikter (1. og 2. angelske godsdistrikt, Svansø og Jernved godsdistrikt). Godsdistrikter udgjorde dog ingen retsområde.
Landskabet Svansø var senest fra midten af 1500-tallet et sluttet godsområde, efter at kongens og biskoppens besiddelser i Risby Herred var blevet solgt. Det svansøiske godsdistrikt bestod i 1800-tallet af godserne Espenæs, Løjtmark, Olpenæs, Skønhave, Gereby (Carlsborg), Thorpe, Grønholt, Stavn, Mariegård, Binebæk, Stubbe, Bøgenå, Kriseby, Måslev, Damp, Kohoved, Sakstrup, Kasmark, Rygge, Bystrup, Eskildsmark, Ornum, Louisenlund (geografisk beliggende uden for Svansø), Mølskov, Morbjerg, Hohenstein og Himmelmark. 1853 kom godserne under Egernførde Herred som fælles retsdistrikt.